# Archetípus (programtervezési minta)
Az archetípus programtervezési minta célja az, hogy elválassza a logikát és a megvalósítást. Ehhez két absztrakt osztályt használ, egy díszítőt a logikához és egy delegáltat a megvalósításhoz. Ehhez tartozik egy gyár, ami összekapcsolja a kettőt; a kapott paraméterek függvényében visszaad egy interfészt, ami szerződés a díszítő, a delegált és a kliens osztály között, amivel megfordítják a kontrollt. A minta használható úgy is, hogy két ág helyett többet hoz be, de az egyes ágaknak nem kell törődniük azzal, hogy a többi ág hogy valósul meg.

## Összetevői
- Dekorátor: A dekorátor és leszármazottai kezelik a logikát, például egy számítás elvégzését. Hívni tudják a delegált leszármazottait, ha át akarják adni a felelősséget például az adatok tárolásáért és kommunikációért.
- Delegált: A delegált leszármazottai végzik a rendszerhívásokat, a kommunikációt és az adatok tárolását. Mindezeket a felelősséget megoszthatják egymás között.
- Díszítő: tartalmazza az általános logikát
- Delegáció: hívja a specifikus implementációt
- Gyártó metódus: létrehozza az archetípus kombinációt

## Java példa
```
public
 
interface
 
Request
 
{

	
public
 
void
 
sendRequest
();

}

public
 
class
 
RequestFactory
 
{

	
public
 
static
 
Request
 
getRequest
(
String
 
a
,
 
String
 
b
){

		
DecoratorRequest
 
dcr
 
=
 
null
;

		
DelegateRequest
 
dlr
 
=
 
null
;

		

		
if
 
(
a
.
equals
(
"A"
))
 

			
dcr
 
=
 
new
 
ADecoratorRequest
();

		

		
if
 
(
a
.
equals
(
"B"
))
 

			
dcr
 
=
 
new
 
BDecoratorRequest
();

		

		
if
 
(
b
.
equals
(
"Y"
))
 

			
dlr
 
=
 
new
 
YDelegateRequest
();

		

		
if
 
(
b
.
equals
(
"Z"
))
 

			
dlr
 
=
 
new
 
ZDelegateRequest
();
	

		

		
dcr
.
setDelegate
(
dlr
);

		
return
 
dcr
;
			

	
}

}

public
 
class
 
App
 
{

	
public
 
static
 
void
 
main
(
String
[]
 
args
)
 
{

	   
Request
 
cr
 
=
null
;

		

	   
cr
 
=
 
RequestFactory
.
getRequest
(
"A"
,
"Y"
);

	   
cr
.
sendRequest
();

	   
cr
 
=
 
RequestFactory
.
getRequest
(
"A"
,
"Z"
);

           
cr
.
sendRequest
();

           
cr
 
=
 
RequestFactory
.
getRequest
(
"B"
,
"Y"
);

           
cr
.
sendRequest
();

	   
cr
 
=
 
RequestFactory
.
getRequest
(
"B"
,
"Z"
);

           
cr
.
sendRequest
();

	
}

}

public
 
abstract
 
class
 
DecoratorRequest
 
implements
 
Request
 
{

	
protected
 
DelegateRequest
 
delegate
;

	

	
public
 
DecoratorRequest
()
 
{

	
}

	

	
public
 
void
 
setDelegate
(
DelegateRequest
 
delegate
)
 
{

		
this
.
delegate
 
=
 
delegate
;

	
}

}

public
 
abstract
 
class
 
DelegateRequest
 
implements
 
Request
 
{

	
public
 
DelegateRequest
 
()
 
{

	
}

}

public
 
class
 
ADecoratorRequest
 
extends
 
DecoratorRequest
 
{

	
@Override

	
public
 
void
 
sendRequest
()
 
{

		
System
.
out
.
print
(
"A-"
);

		
delegate
.
sendRequest
();

	
}

}

public
 
class
 
BDecoratorRequest
 
extends
 
DecoratorRequest
 
{

	
@Override

	
public
 
void
 
sendRequest
()
 
{

		
System
.
out
.
print
(
"B-"
);

		
delegate
.
sendRequest
();

	
}

}

public
 
class
 
YDelegateRequest
 
extends
 
DelegateRequest
 
{

	
@Override

	
public
 
void
 
sendRequest
()
 
{

		
System
.
out
.
println
(
"-Y"
);

	
}

}

public
 
class
 
ZDelegateRequest
 
extends
 
DelegateRequest
 
{

	
@Override

	
public
 
void
 
sendRequest
()
 
{

		
System
.
out
.
println
(
"-Z"
);

	
}

}

```

## Fordítás
Ez a szócikk részben vagy egészben  az   Archetype pattern című angol Wikipédia-szócikk fordításán alapul.  Az eredeti cikk szerkesztőit annak laptörténete sorolja fel. Ez a jelzés csupán a megfogalmazás eredetét és a szerzői jogokat jelzi, nem szolgál a cikkben szereplő információk forrásmegjelöléseként.